# 廣瀬義州
廣瀬 義州（ひろせ よしくに、1949年12月3日 - 2016年9月21日）は、日本の会計学者。

## 生涯
北海道帯広市出身。立教大学経済学部経営学科卒業。早稲田大学大学院商学研究科博士後期課程修了（新井清光に師事）。商学博士（早稲田大学）。福岡大学専任講師等を経て、早稲田大学商学学術院教授。コロンビア大学大学院客員研究員（1991年 - 1992年）。
大蔵省企業会計審議会臨時委員、幹事、経済産業省企業法制研究会（ブランド価値評価研究会）委員長、日本会計研究学会理事、学会賞審査委員、評議員、国際会計研究学会理事等を歴任。

## 著書
- 『会計基準論』（中央経済社、1995年、平成7年度日本会計研究学会・太田賞受賞）
- 『IFRS 財務会計入門』（中央経済社、2010年、新版2014年）
- 『財務会計（第13版）』（中央経済社、2015年）
- 『ブラッシュアップ財務会計（第10版）』（中央経済社、2011年）
- 『ブランドの経営と会計』監訳。（東洋経済新報社、2002年）
- 『ブランド価値評価入門』共著。（中央経済社、2002年）
- 『「ブランド」の考え方』共著。（中央経済社、2003年）
- 『知的財産の証券化』共編著。（日本経済新聞社、2003年）
- 『PatVM特許権価値評価モデル活用ハンドブック』編著。（東洋経済新報社、2005年）
- 『PatVM特許権価値評価モデル』編著。（東洋経済新報社、2006年）
- 『連結会計入門（第6版）』編著。（中央経済社、2012年）
- 『ビジネスアカウンティング』（東洋経済新報社、2002年）
- 『無形資産の評価』共訳。（中央経済社、2008年）
- 『FASB財務会計の諸概念』共訳。（中央経済社、1988年。改訂増補版、2005年）
- 『財務報告の変革』編著。（中央経済社、2010年）
- 『会計学スタンダード』（中央経済社、2012年）
- 『財務報告のフロンティア』共編著。（中央経済社、2012年）
- 『Revolution of Financial Reporting』編著。（CHUOKEIZAISHA INC, 2013）
- 『Patent Valuation Model: Concepts and Methods of PatVM(TM)』編著。（CHUOKEIZAISHA INC, 2013）
- 『英和和英　IFRS 会計用語辞典』共編著。（中央経済社、2010年）

他共著・編著・論文多数。

## 受賞
- 日本会計研究学会太田賞（1995年）
- 日本会計研究学会学会賞（1990年）